# Gandhi, My Father
Gandhi, My Father (en español: Gandhi, mi padre) es una película biográfica india de 2007 dirigida por Feroz Abbas Khan. Fue producida por el actor de Bollywood Anil Kapoor y estrenada el 3 de agosto de 2007. Contó con las actuaciones principales de Darshan Jariwala, Akshaye Khanna, Bhumika Chawla y Shefali Shah. El desempeño de Akshaye Khanna, quien interpretó a Harilal Gandhi, fue especialmente alabado por la crítica especializada y reconocido como la mejor actuación de su carrera. La película explora la problemática relación entre Mahatma Gandhi y su hijo Harilal Gandhi.
La cinta está basada en la biografía de Harilal Gandhi, titulada Harilal Gandhi: A Life, del escritor Chandulal Bhagubhai Dalal. La obra de teatro de Khan, Mahatma vs. Gandhi, aunque difiere considerablemente en algunos aspectos de la película, comparte la temática de la relación entre Gandhi y su hijo. La cinta fue rodada en Sudáfrica y en varias ciudades de la India incluidas Bombay y Ahmedabad.

## Sinopsis
El filme relata las aristas de la relación intrincada, compleja y tensa de Gandhi con su hijo Harilal Gandhi. Desde el inicio, los dos tuvieron sueños en direcciones opuestas. La ambición de Harilal era estudiar en el extranjero y convertirse en un abogado como su padre, mientras que Gandhi esperaba que su hijo se uniera a él y luchara por sus ideales y causas pacíficas en la India.
Cuando Gandhi no le da a Harilal la oportunidad de estudiar en el extranjero, Harilal se muestra sumamente decepcionado. Decide abandonar la visión de su padre y abandona Sudáfrica para ir a la India, donde se une a su esposa Gulab (Bhumika Chawla) e hijos. Vuelve a continuar su educación para obtener su diploma, pero continuamente falla y termina arruinado financieramente. Todas sus ideas de negocio fallan, dejando a su familia en la pobreza. Cansada de su fracaso, Gulab regresa a la casa de sus padres con los niños, donde finalmente muere de la epidemia de gripe. Angustiado, Harilal recurre al alcohol en busca de consuelo y se convierte al Islam, solo para volver a convertirse a una secta diferente del hinduismo más adelante. Con la tensión política aumentando, los problemas entre Gandhi y su hijo mayor no parecen tener solución. A Harilal le resulta insoportable vivir bajo la enorme sombra de su padre. Gandhi es asesinado antes de que los dos puedan reconciliarse y Harilal asiste al funeral de su padre virtualmente como un extraño, casi irreconocible para los que lo rodean. Poco después, fallece, solo y en la pobreza, al no haber podido encontrar su propia identidad.

## Reparto

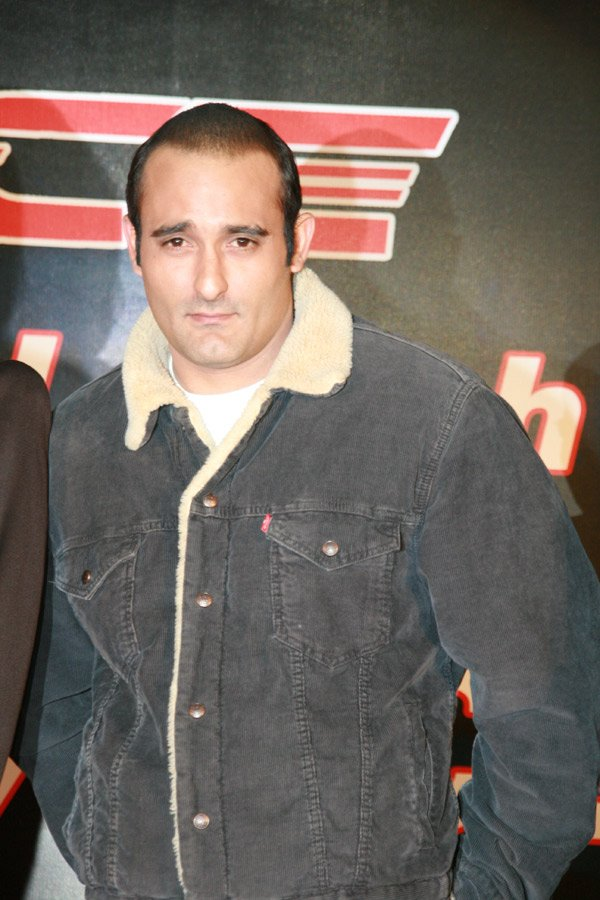
Akshaye Khanna interpreta a Harilal, hijo de Mahatma Gandhi, en la que es considerada la mejor actuación de su carrera.

- Darshan Jariwala es Mahatma Gandhi.
- Akshaye Khanna es Harilal Gandhi.
- Bhumika Chawla es Gulab Gandhi.
- Shefali Shah es Kasturba Gandhi.
- Vinay Jain es Kanti Gandhi.[5][2]

## Recepción
La película polarizó a la crítica especializada y fue mejor recibida por la audiencia, como se demuestra en la página Rotten Tomatoes, donde cuenta con un índice aprobatorio de apenas 40% por parte de la crítica y del 71% por parte de la audiencia. En una crítica positiva, Anil Sinanan de Time Out resaltó que la película es "emocionante, creíble y trágica". Derek Elley de la revista Variety fue menos entusiasta, afirmando: "Las virtudes de la producción y el desempeño de Darshan Jariwala se ven debilitados por la falta de drama real en Gandhi My Father".

## Premios

### Premio Nacional de Cine 2007[7]
- Premio especial del jurado - Feroz Abbas Khan & Anil Kapoor
- Mejor guion - Feroz Abbas Khan
- Mejor actor de reparto - Darshan Jariwala

### Premios Zee Cine 2008[8]
- Mejor película - Anil Kapoor
- Mejor actriz - Shefali Shah

### Premios Screen Awards Asia y Pacífico 2007[9]
- Mejor guion - Feroz Abbas Khan